# Air-Vietnam-Flug 706
Der Air-Vietnam-Flug war ein Flug einer Boeing 727 der Air Vietnam von Đà Nẵng nach Saigon. Die Maschine stürzte nach einer Entführung am 15. September 1974 nahe einem Militärflughafen in Phan Rang–Tháp Chàm, Ninh Thuận, ab.

## Entführung
Le Duc Tan, der Täter, war ein Ranger in der südvietnamesischen Armee, der kurz vor dem Vorfall aufgrund des Diebstahls von zwei Autos in Đà Nẵng vom Hauptmann zum Leutnant degradiert worden war. Er passierte unbehelligt die Sicherheitskontrollen im Flughafen Da Nang und gelangte in das Flugzeug. Nach dem Abflug entführte er die Boeing 727 mit Hilfe von zwei Granaten. Er verlangte, nach Hanoi in Nordvietnam geflogen zu werden.
Aus unbekanntem Grund näherte sich das Flugzeug einem Militärflughafen in Ninh Thuận, brach die Landung jedoch ab. Die Piloten initiierten eine Linkskurve. Während dieses Manövers verloren sie die Kontrolle über das Flugzeug, welches kurz darauf aus einer Höhe von 300 Metern abstürzte.
Alle 67 Passagiere und 8 Crewmitglieder starben, kein Insasse überlebte.
Die genaue Ursache des Absturzes blieb unbekannt. Es wird vermutet, dass der Entführer Le Duc Tan seine Granaten zur Detonation brachte, nachdem die Piloten sich geweigert hatten, seinen Forderungen nachzukommen.